# 杉村勇造
杉村 勇造（すぎむら ゆうぞう、1900年11月1日 - 1978年9月29日）は、中国美術学者。号は「丁父」。大東文化大学名誉教授。

## 経歴
出生から修学期
1900年、東京市深川区亀住町（現・東京都江東区深川）で生まれた。1919年、無窮会漢学研究生として中華民国・北京に留学。1924年、無窮会会長・平沼騏一郎の斡旋により3年間北京に留学。金石学を馬衡に、書誌学を徐鴻宝の下で学んだ。
大陸での活動
1927年、北京東方文化事業総委員会の図書籌備員となり、人文科学研究所図書館の設立にあたった。
1932年、満州国立図書館、国立奉天博物館の開設準備に携わった。1933年10月に満日文化協会が発足すると、常務理事、満州芸文協会理事となった。満州国立博物館の開設にあたり、1935年に満州国立博物館が開館すると、博物館の基幹雑誌『纂組英華』を刊行した。満州滞在中、満州各地で文化財や遺跡の調査・保存にあたった。例えば、書誌学の点では、『満洲文大蔵経』などの稀覯書を発見し、その整理保存を進めた。考古学の遺跡調査の点では、集安の高句麗墓陵、丸都城址、興安嶺の遼代帝王陵、遼陽の漢墓調査などに参加。建国大学講師として教鞭もとった。
1944年、満洲芸文協会理事となり、美術局長兼翻訳処長。敗戦の後、1946年9月に東京に引揚げた。
太平洋戦争後
帰国後は、1947年8月に東京国立博物館嘱託となり、1946年6月に文部技官に任命された。1951年に同博物館考古課土俗室長、1958に資料課図書室長を命じられた。1962年に東京国立博物館を定年退任。
その後は、1966年9月より出光美術館顧問。1968年、大東文化大学教授となり、中国・日本文化史、美術史、中国語を担当した。1975年に大東文化大学を退任し、名誉教授となった。1978年、東京都にて死去。

### 委員・役職
- 出光美術館理事(1972- )
- 出光美術館常務理事

## 研究内容・業績
戦中・戦後を通じて中国文化人に知己が多く、日中の文化交流ならびに学術交流に尽くした。戦後も3度訪中(1957年, 1966年, 1973年)した。
杉村文庫
旧蔵書は大東文化大学に収められ、「杉村文庫」となっている。中国の文化史、特に美術史、考古学関係を中心とした和漢書約3,600冊、洋書26冊、零葉11点、拓本14点が収蔵されている。文庫の目録として『大東文化大学所蔵杉村文庫目録』(1979)が刊行されている。

## 著書
単著
- 『中国の美術』東京創元社(創元選書) 1958
- 『乾隆皇帝』二玄社 1961
- 『中国の庭 造園と建築の伝統』求龍堂 1966
- 『中国古銅器』出光美術館(出光美術館選書) 1966
- 『斉白石』求龍堂 1967
- 『中国書道史』淡交社 1974

共編著
- 『遼の陶磁』(陶器全集 14) 黒田源次共著 平凡社 1958
  - 新版 1970年
- 『古代中国の美 仏像』編著 美術出版社 1962
- 『古代中国の美 土偶』美術出版社 1962
- 『古代中国の美 銅器・玉器』美術出版社 1963
- 『徐文長・石濤・趙之謙』求龍堂 1964
- 『古代中国の美 土偶・彫刻・銅器・玉器』美術出版社 1967
- 『文房四宝』永井敏男共著 淡交社 1972
- 『清の官窯』(陶磁大系 46) 平凡社 1973
- 『遼の陶磁』(陶磁大系 40) 平凡社 1974

翻訳
- 『新中国の考古収獲』中国科学院考古研究所 美術出版社 1963

## 参考
- 杉村勇造『日本美術年鑑』昭和54年版, 321頁. (東文研アーカイブ)
- 『日本人名大辞典』